# Themistoklis-Klasse
| Themistoklis-Klasse           | Griechische Marine                                                                                       |
| Typschiff Themistoklis (1942) | Typschiff Themistoklis (1942)                                                                            |
| Technische Daten              | Technische Daten                                                                                         |
| ----------------------------- | --- |
| Schiffstyp:                   | Geleitzerstörer Typ Hunt II                                                                              |
| Einheiten:                    | 3 Griechenland / 36                                                                                      |
| Verdrängung:                  | 1050 ts Standard; 1625 ts max.                                                                           |
| Länge:                        | 85,3 m                                                                                                   |
| Breite:                       | 9,6 m |
| Tiefgang:                     | 3,78 m                                                                                                   |
| Antrieb:                      | wie vor                                                                                                  |
| Treibstoff:                   | 265–328 t Heizöl                                                                                         |
| Geschwindigkeit:              | 29 kn |
| Reichweite:                   | 3600 sm bei 14 Kn (6670 km)                                                                              |
| Besatzung:                    | 168 |
| Bewaffnung:                   | 3 × 2 – 102 mm–Flak-Mk.XVI 1 × 4 – 2 pdr–Flak 2 – Oerlikon-20-mm-Flak, sp.4 30–60 Wasserbomben, 2 Werfer |

Die Themistoklis-Klasse ist eine griechische Schiffsklasse von Geleitzerstörern. Sie umfasst drei Schiffe der Hunt-Klasse Typ II, die Griechenland von der Royal Navy zwischen 1943 und 1946 übernahm. Sie wurden am 12. Dezember 1959 formal an das Vereinigte Königreich zurückgegeben, aber im folgenden Jahr in Griechenland abgebrochen.
Auch die HMS Cowdray war für den Transfer in die griechische Marine vorgesehen. Der Beginn des Griechischen Bürgerkriegs verhinderte jedoch die Übergabe.

## Einheiten
| Kennung | Name         | Ursprünglicher Name  | Bauwerft                      | Stapellauf     | Übernahme        |
| ------- | ------------ | -------------------- | ----------------------------- | -------------- | ---------------- |
| D-29    | Themistoklis | HMS Bramham (L51)    | Alexander Stephen and Sons    | 7. April 1941  | 10. Juli 1943    |
| D-48    | Kriti        | HMS Hursley (L84)    | Swan Hunter                   | 25. Juli 1941  | 3. November 1943 |
| D-11    | Aigaion      | HMS Lauderdale (L95) | John I. Thornycroft & Company | 5. August 1941 | 21. Mai 1946     |

Hinsichtlich aller Hunt-Zerstörer der griechischen Marine siehe auch → Griechische Hunt-Zerstörer und → Adrias (Schiff).